# Bartolomé Ordóñez

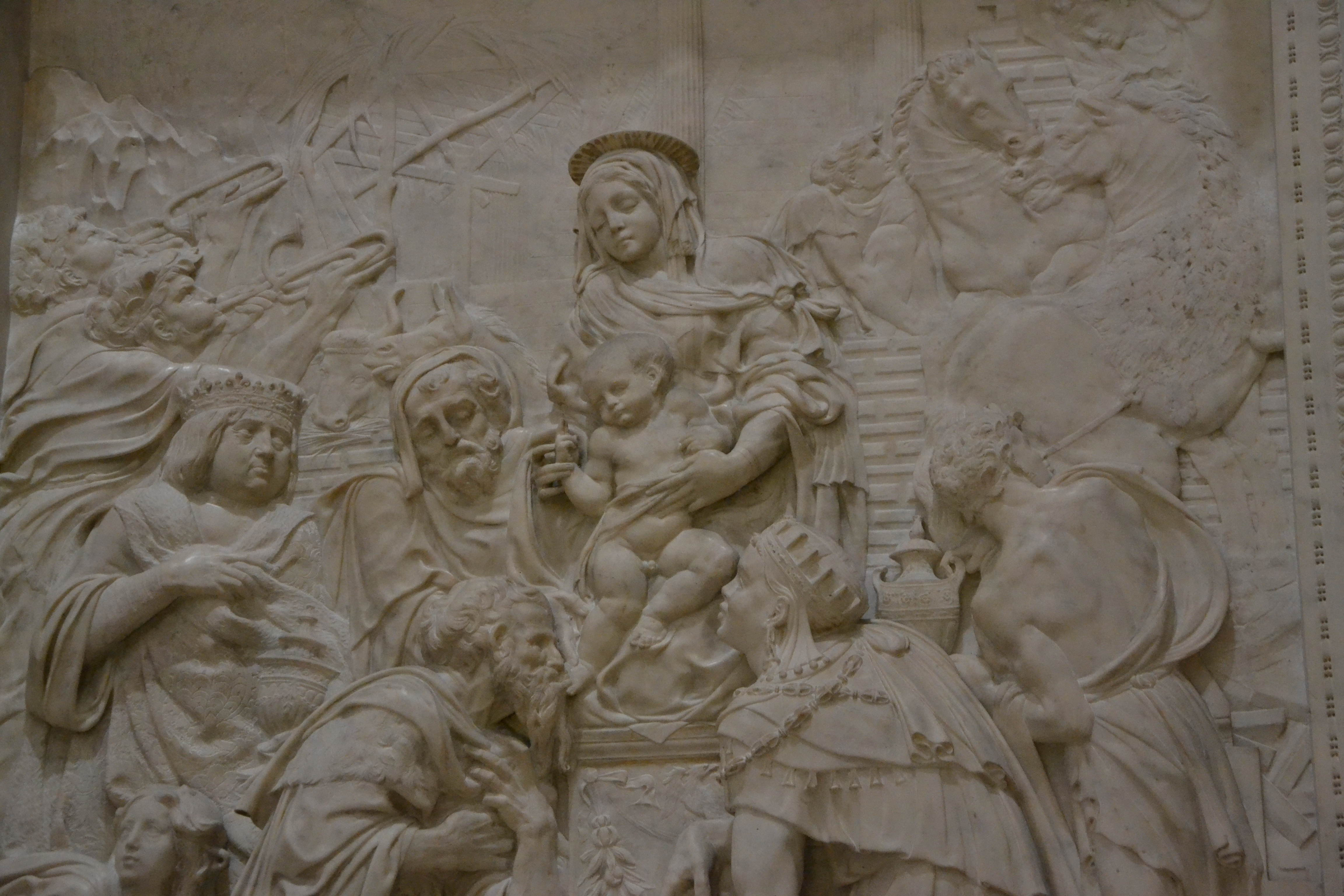
San Giovanni a Carbonara, Napoli - Altare dell'Epifania

Bartolomé Ordóñez (Burgos, 1480 – Carrara, 6 dicembre 1520) è stato uno scultore spagnolo.

## Biografia

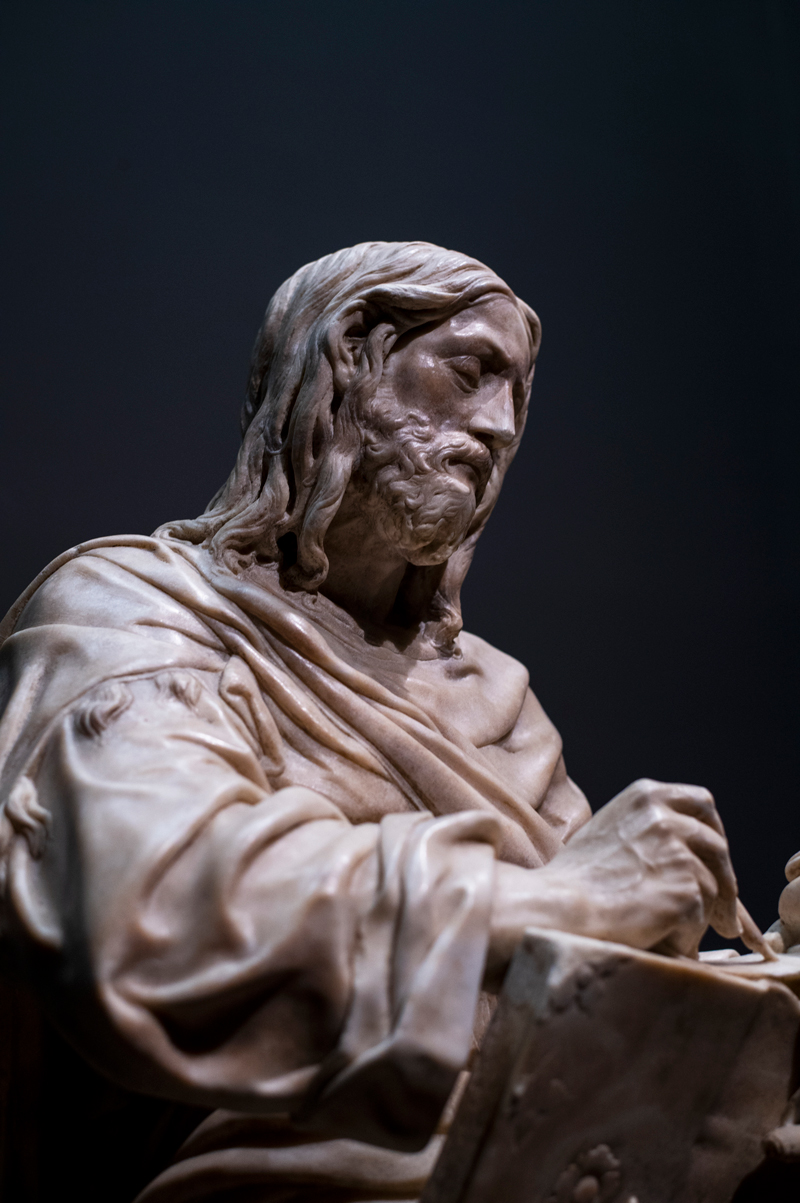
San Matteo e l'Angelo, 1519. Dettaglio del volto. Chiesa di San Pietro Martire

Visse a lungo in Italia, a Napoli, in Toscana, a Genova, a Carrara. Scolpì numerosi monumenti sepolcrali, tra cui quello di Filippo il Bello e Giovanna la Pazza nella cappella reale di Granata; sculture per il coro della Cattedrale di Barcellona e dei rilievi marmorei con le Storie di Sant'Eulalia. L'Adorazione dei Magi si trova in San Giovanni a Carbonara a Napoli.
In tutte le sue opere evidenziò le influenze di Michelangelo e talvolta di elementi rinascimentali più antichi, vicini ad Antonio Rossellino.